# عبد العزيز قائد
عبد العزيز قائد لاعب كرة قدم بحريني يلعب حاليا لصالح نادي الدرجة الأولى النجمة البحريني في مركز المهاجم.